# Джевце (Куявсько-Поморське воєводство)
Джевце (пол. Drzewce, нім. Drewes) — село в Польщі, у гміні Біле Блота Бидґозького повіту Куявсько-Поморського воєводства.
Населення — 147 осіб (2011).

## Демографія
Демографічна структура станом на 31 березня 2011 року:
|          | Загалом | Допрацездатний вік | Працездатний вік | Постпрацездатний вік |
| -------- | ------- | ------------------ | ---------------- | -------------------- |
| Чоловіки | 71      | 12                 | 57               | 2                    |
| Жінки    | 76      | 21                 | 45               | 10                   |
| Разом    | 147     | 33                 | 102              | 12                   |